# Ceinture fortifiée de Grenoble
La ceinture fortifiée de Grenoble est un ensemble de fortifications destinées à protéger la ville de Grenoble à la suite de la défaite de la France dans la guerre franco-allemande de 1870. Cette ceinture a été mise en place dans la seconde moitié du XIXe siècle, quelques décennies après l'achèvement du fort de la Bastille et de ses fortifications.

## Histoire
Ville de garnison, base arrière des opérations dans les Alpes et jugée vulnérable, Grenoble est alors dotée entre 1873 et 1885, d'une couronne de six forts militaires avec 2 700 hommes et environ 130 pièces d'artillerie dont de nombreux canons de 155 mm dans le cadre du programme mis au point sous l'impulsion du général Séré de Rivières. Durant la même période, la ville étend sa dernière génération de fortifications avec au sud une enceinte rejoignant en 1879 la rivière Drac, puis l'année suivante, au nord, une enceinte identique rejoignant le Drac, ville dans laquelle sont cantonnés 15 000 hommes.
Sur place, c'est le colonel Cosseron de Villenoisy qui assure la direction des travaux. Il complètera le dispositif dès 1881 avec l'ajout de deux batteries de canons sur les monts Néron et Rachais.

## Les forts
Outre le fort de la Bastille, la ceinture fortifiée de Grenoble est constituée de six forts :
- Fort de Comboire, Claix
- Fort de Montavie[5], Bresson
- Fort des Quatre Seigneurs, Herbeys
- Fort du Bourcet, Corenc
- Fort du Mûrier, Gières
- Fort du Saint-Eynard, Le Sappey-en-Chartreuse

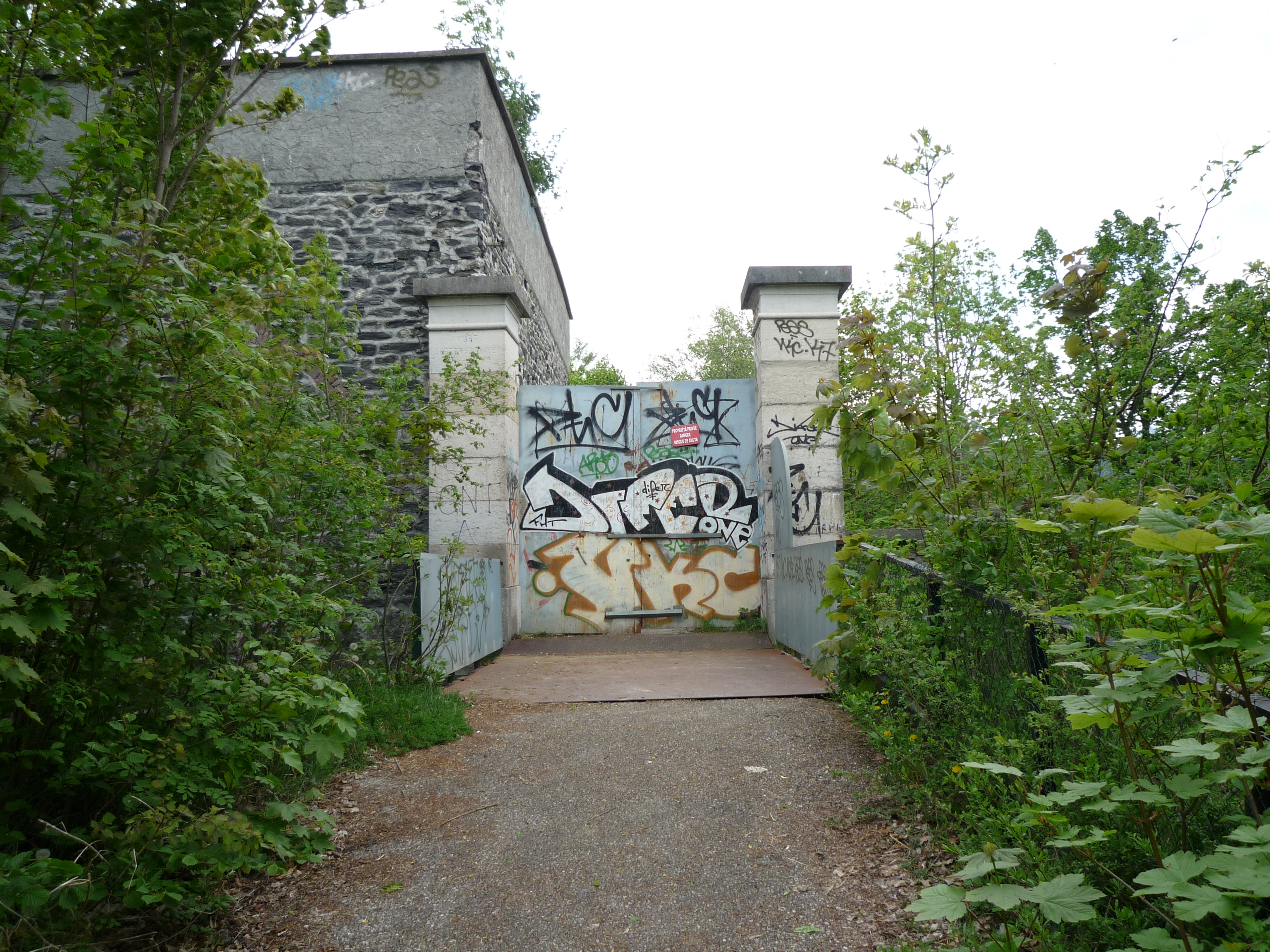
L'entrée du Fort des Quatre Seigneurs
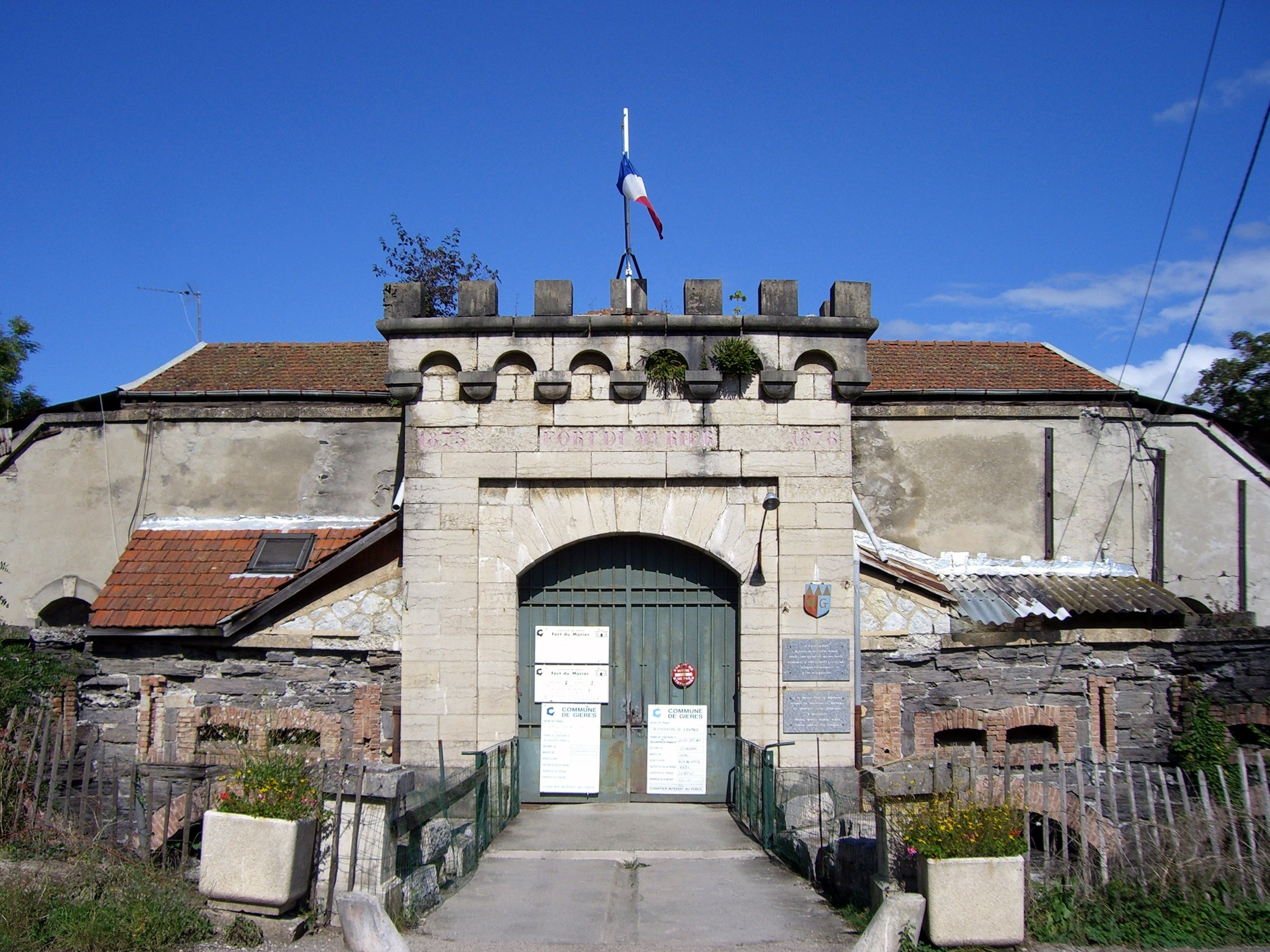
L'entrée du Fort du Mûrier
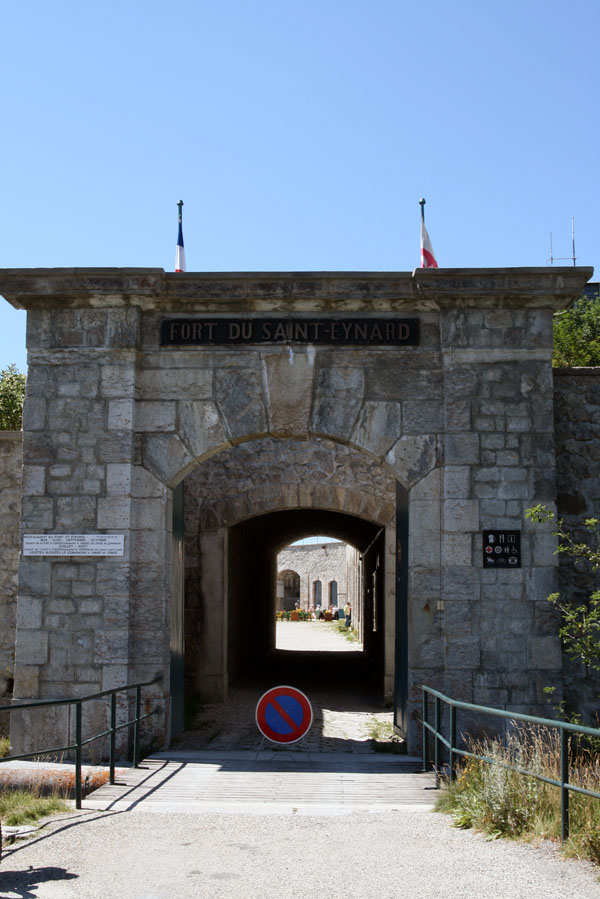
L'entrée du Fort du Saint-Eynard
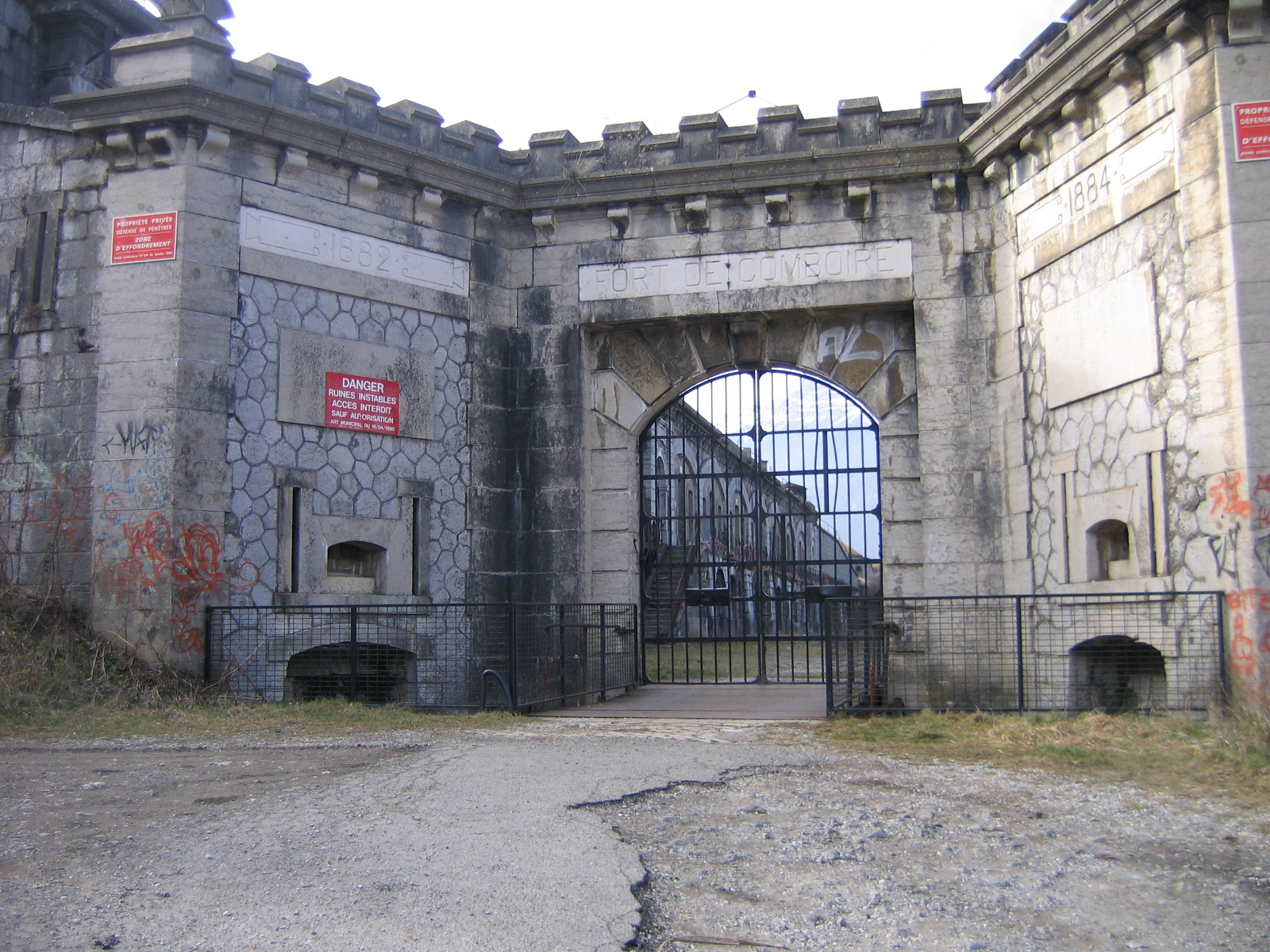
L'entrée du fort de Comboire